# Burg Suntheim
Die Burg Suntheim, auch Sontheim genannt, ist eine ehemalige Burg, späterer Gutshof und heutiger Landgasthof  am nordöstlichen Rand des  Stadtteils Zepfenhan Gemeinde Rottweil im Landkreis Rottweil in Baden-Württemberg. 
Erstmals urkundlich wurden 1281 die Ritter von „Sontheim“ (Suntheim), die Lehnsleute der Herren von Zimmern waren, mit dem Verkauf eines Gutes an zwei Bürger aus Rottweil erwähnt. Vor 1516 kam der Hof an die Reichsabtei Rottenmünster und wurde nach der Säkularisation 1803 eine württembergische Staatsdomäne, die später als „Sonthof“ nicht nur landwirtschaftlich, sondern auch als Gaststätte und Pension betrieben wird, seit 1943 im Besitz der Familie Kiefer.